# Obština Dolna Baňa
Obština Dolna Baňa (bulharsky Община Долна баня) je bulharská jednotka územní samosprávy v Sofijské oblasti. Leží v západním Bulharsku, na severních svazích Rily a na jihozápadním úpatí Ichtimanské Sredné gory. Správním střediskem je město Dolna Baňa, kromě něj zahrnuje obština 1 vesnici. Žijí zde přes 4 tisíce stálých obyvatel.

## Sídla
- Dolna Baňa[p 1] (sídlo správy)
- Sveti Spas[p 2]

## Sousední obštiny
| Růžice kompasu |         |                    |          | Růžice kompasu |
| Růžice kompasu | Samokov | Sever              | Kostenec | Růžice kompasu |
| Růžice kompasu | Samokov | Obština Dolna Baňa | Kostenec | Růžice kompasu |
| Růžice kompasu | Samokov | Jih                | Kostenec | Růžice kompasu |
| Růžice kompasu |         |                    |          | Růžice kompasu |

## Obyvatelstvo
V obštině žije 4 479 stálých obyvatel a včetně přechodně hlášených obyvatel 4 902. Podle sčítáni 1. února 2011 bylo národnostní složení následující:
- Bulhaři: 3 499 (81.7 %)
- Romové: 753 (17.6 %)
- Turci: 4 (0.1 %)
- ostatní: 26 (0.6 %)